# Col·legi Samà
El Col·legi Samà, també conegut com a Escola Pia, és un centre educatiu del municipi de Vilanova i la Geltrú, Garraf, inaugurat el 1879. L'edifici està catalogat com a bé cultural d'interès local.

## Història
Té el seu origen en un llegat de 30.000 duros que deixà l'indià Salvador Samà i Martí en el seu testament del 24 de març del 1866. Els fons s'havien de dedicar a la construcció d'un col·legi regit pels pares escolapis.
El 30 de setembre de 1876, l'Ajuntament de Vilanova i la Geltrú aprovà el projecte de creació del col·legi, i l'any següent la comunitat dels escolapis arribà a la vila i van instal·lar-se en un edifici provisional, ja amb el nom de Col·legi Samà, mentre els hereus del difunt procedien a construir l'actual. Obra de Jeroni Granell i Mundet, fou inaugurat el 24 de setembre del 1879.
L'any 1984 es restauraren les façanes.

## Edifici
Es tracta d'un edifici aïllat format per un cos central i dues ales laterals simètriques, perpendiculars al pla de la façana. El cos central se subdivideix, també simètricament, en tres parts: la corresponent a l'entrada al col·legi i les que serveixen d'unió amb les ales. La primera té planta baixa, dos pisos, golfes i coberta de teula a dues vessants, mentre que les altres dues presenten planta baixa, dos pisos i coberta a la catalana. La disposició en planta de l'edifici, així com la distribució interna de les dependències (aules, menjadors, etc.) responen a la voluntat d'obtenir una entrada màxima de llum i d'aire del jardí i del parc públic que hi ha al davant.
L'aspecte extern respon a les característiques de l'arquitectura historicista d'inspiració neogòtica.